# Eugène Scribe

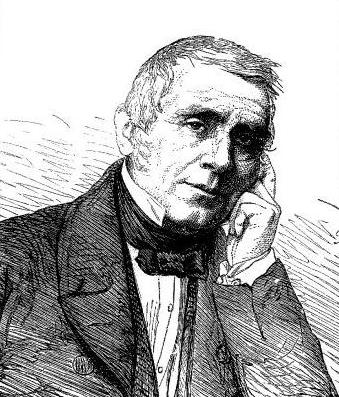
Eugène Scribe

Augustin Eugène Scribe (* 24. Dezember 1791 in Paris; † 20. Februar 1861 ebenda) war ein französischer Dramatiker und Librettist.

## Leben und Wirken
Scribe stammte aus einer Kaufmannsfamilie und begann nach dem Schulabschluss, an der Sorbonne Jura zu studieren. Während seines Studiums begann er mit seinem literarischen Schaffen und nach ersten kleinen Erfolgen brach er dieses Studium ohne Abschluss ab. Sein Debüt hatte Scribe 1811 mit dem Stück Les dervis, welches er zusammen mit Germain Delavigne verfasste, während er 1815 mit Une nuit de la garde nationale seinen künstlerischen Durchbruch erzielte.
Seine Theaterstücke, meistenteils Vaudevilles, entstanden in beinahe fabrikmäßigen Arbeitsteilung. Scribe lieferte die Ideen und verteilte eine strukturierte Inhaltsangabe an seine zahlreichen Mitarbeiter, von denen jeder eine bestimmte Szene zu schreiben hatte, die Dialoge, die Couplets, die Witze usw. Die wichtigsten Autoren, welche für Scribe schrieben, waren Jean-François Bayard, Roger de Beauvoir, Joseph-Xavier Boniface (Pseudonym „X. B. Saintine“), Nicolas Brazier, Pierre François Carmouche, Jean-Henri Dupin, Philippe François Dumanoir (genannt „Pinel“), Anne-Honoré-Joseph Duveyrier (Pseudonym „Mélesville“), Charles Duveyrier (Vater des Saharaforschers Henri Duveyrier), Germain Delavigne, Ernest Legouvé, Michel Masson, Edouard Joseph Mazères, Charles Gaspard Poirson (Pseudonym „Delestre-Poirson“), Louis Emile Vanderburch und Antoine-François Varner.
Seine Vaudevilles bildeten das Rückgrat des von Scribe 1820 mitgegründeten Théâtre du Gymnase-Dramatique. Bis ungefähr 1830 erlebte Scribe dort fast durchweg Triumphe. Während seiner Blütezeit konnte es dem staunenden Publikum fast regelmäßig alle vier Wochen eine Premiere anbieten. Die meisten von Scribes Komödien erlebten ihre Uraufführung in Paris am Théâtre Français. Weltruhm erlangte Scribe als Librettist zahlreicher namhafter Opernkomponisten, allen voran Giacomo Meyerbeer (Les Huguenots, L’Africaine), aber auch Adolphe Adam, Daniel-François-Esprit Auber (La muette de Portici), Vincenzo Bellini, François-Adrien Boïeldieu, Gaetano Donizetti, Fromental Halévy, Gioachino Rossini, Giuseppe Verdi u. a. Oft stammten die Libretti von seinen Mitarbeitern, die nach Scribes Vorgaben den kompletten Text verfassten. So stammt das Textbuch für Verdis 1855 uraufgeführte Oper Die Sizilianische Vesper von Charles Duveyrier, auch wenn Scribes Name an erster Stelle figuriert.
Mit Wirkung vom 27. November 1834 wurde Scribe in die Académie française gewählt.

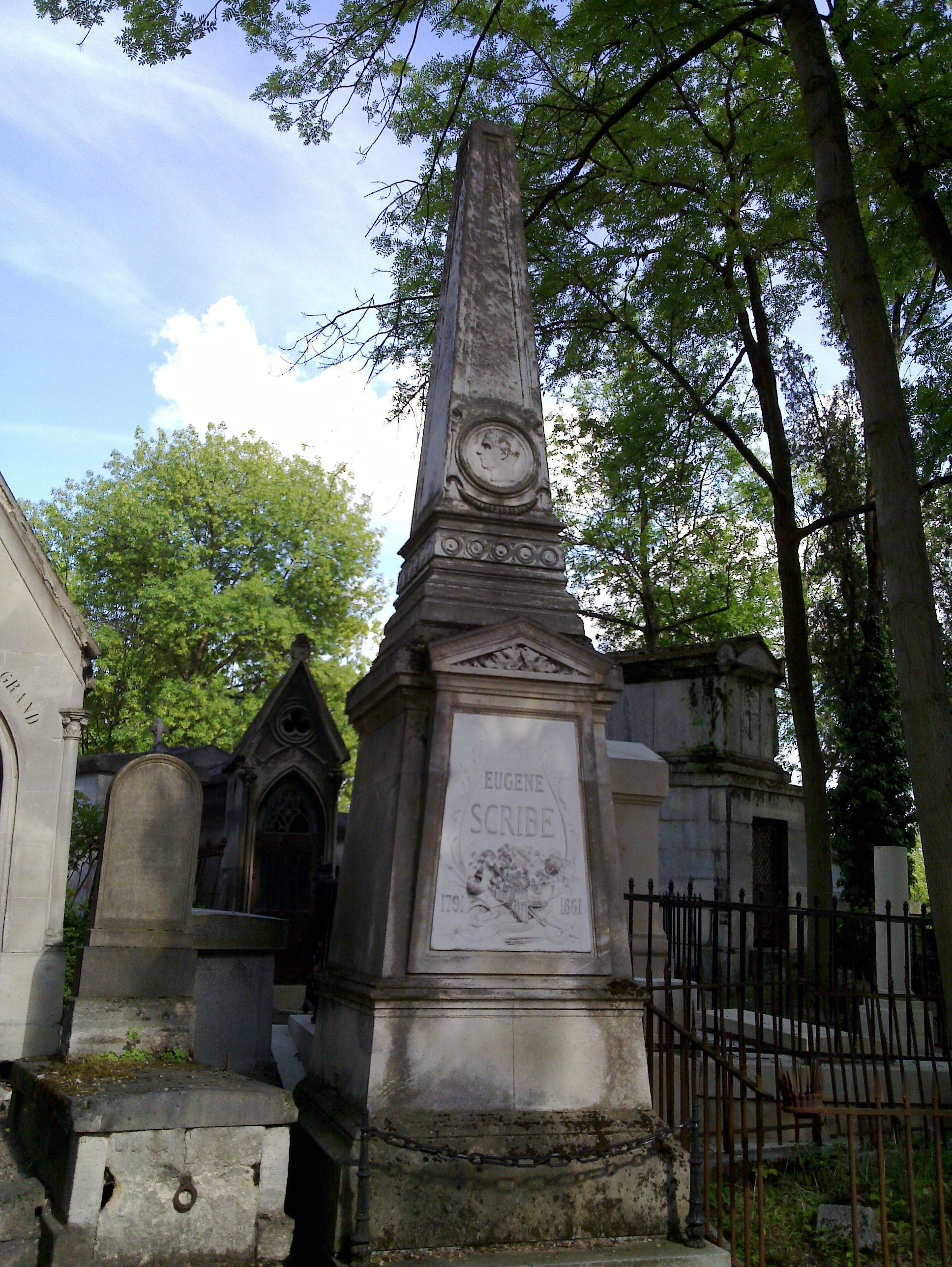
Scribes Grab auf dem Friedhof Père-Lachaise

Als 1837 Eduard Avenarius (1809–1885) die Leitung einer Filiale des Brockhaus-Verlags in Paris übernahm, wurde er von seinem Schwager, dem Komponisten Richard Wagner gebeten, ihn mit Eugène Scribe bekannt zu machen. Da Scribe an der Zusammenarbeit mit Wagner nicht interessiert war, kam es auch im darauf folgenden Jahr zu keinem Treffen, als Wagner von Riga aus den Leiter der Pariser Oper, Edouard Monnaie, für seine Pläne zu begeistern versuchte.
Im Alter von 69 Jahren starb Scribe am 20. Februar 1861 in Paris an den Folgen eines Schlaganfalls während einer Spazierfahrt.
Scribes Werk umfasst über 400 Titel, welche fast ausschließlich der aktuellen Mode angepasst waren und sehr bald wieder aus dem Programm genommen wurden. Bis heute hat sich neben den Opern eigentlich nur die 1840 entstandene Komödie Das Glas Wasser im Repertoire halten können. Doch allein durch den Umfang seines Werks konnte Scribe über 40 Jahre das französische Theater dominieren. Seine Novellen und Feuilleton-Romanen waren weniger erfolgreich.

## Werke (Auswahl)
Theaterstücke
- Le verre d'eau, ou Les effets et les causes (1840, dt. Das Glas Wasser, oder Ursachen und Wirkungen, im 19. Jahrhundert eines der europaweit meistgespielten Theaterstücke)
- Flore et Zéphyre
- Le comte Ory
- Le Nouveau Pourceaugnac
- Le Solliciteur
- La Fête du mari
- Le Mariage d’argent
- Bertrand et Raton, ou l’art de conspirer (1833, dt. „Minister und Seidenhändler“)
- La Camaraderie, ou la courte échelle
- Une chaîne
- Adrienne Lecouvreur (für die Schauspielerin Elisabeth Felix (Pseudonym „Rachel“) verfasst)
- Les Contes de la reine de Navarre
- Bataille de dames (1929 verfilmt)
- Mon étoile
- Feu Lionel
- Les Doigts de fée
- La Camaraderie (1837, politische Satire auf die Julimonarchie)

Romane und Novellen
- Maurice (Novelle, 1856)
- Piquillo Alliaga (Roman)
- Les Yeux de ma tante (Roman)

Opernlibretti
- La neige ou Le nouvel Eginhard (Daniel-François-Esprit Auber)
- Le cheval de bronze (Daniel-François-Esprit Auber)
- Le comte Ory (Gioachino Rossini), nach dem oben genannten gleichnamigen Vaudeville, zusammen mit Charles-Gaspard Delestre-Poirson
- Le Loup-garou (Louise Bertin), opéra comique (1827), Libretto zus. mit Edouard-Joseph Mazères
- Die weiße Dame (François-Adrien Boïeldieu)
- Die Stumme von Portici (Daniel-François-Esprit Auber)
- Fra Diavolo (Daniel-François-Esprit Auber)
- Dom Sébastien (Gaetano Donizetti)
- Les vêpres siciliennes (Giuseppe Verdi), eigentlich Le duc d’Albe, zusammen mit Charles Duveyrier, der auch die Überarbeitung schrieb
- Gustave III. ou Le bal masqué (Daniel-François-Esprit Auber) (Vorbild für Verdis Maskenball)
- Robert der Teufel (Giacomo Meyerbeer)
- Die Jüdin (Fromental Halévy)
- Guido et Ginevra (Fromental Halévy)
- Die Hugenotten (Giacomo Meyerbeer)
- Der schwarze Domino (Daniel-François-Esprit Auber)
- Die Krondiamanten (Daniel-François-Esprit Auber)
- Haydée, ou Le secret (Daniel-François-Esprit Auber)
- Manon Lescaut (Daniel-François-Esprit Auber)
- Der Prophet (Giacomo Meyerbeer)
- Die Afrikanerin (Giacomo Meyerbeer, op. post.)
- Barkouf (Jacques Offenbach)
- Die verwandelte Katze (Jacques Offenbach)